# Anoura caudifer
Anoura caudifer е един от осемте вида бозайници на рода Anoura в семейство Американски листоноси прилепи (Phyllostomidae). Видът е незастрашен от изчезване.

## Разпространение и местообитание
A. caudifer е разпространен в Колумбия, Венецуела, Гвиана, Френска Гвиана, Суринам, Бразилия, Еквадор, Перу, Боливия и Северозападна Аржентина. Обитава тропически гори, намиращи се на около и над 1500 метра надморска височина.

## Описание
Това е сравнително малък вид с удължена муцуна, дълъг и продължителен език, и тъмнокафяв пелаж.